# 精英匯集團
精英匯集團（英語：BExcellent Group，港交所：1775），是香港綜合教育平臺「遵理學校」的控股公司，於開曼群島註冊。遵理學校設有高中及日校課程的補習社。由伍經衡與梁賀琪於1989年於新界元朗共同創辦，課程包括學前教育、小學補習、全日制高中日校、中學補習、專上教育、海外升學、多元化進修及專業培訓。
2015年1月1日起，遵理集團改用全新標識，以八個符號代表集團不同業務。
2021年起遵理學校在港島區再開設2所新的分校及兩間聯營教育中心

## 歷史
遵理學校創立於1989年。到2015年10月7日，向香港聯合交易所遞交上市申請。文件顯示，公司2013、14及15年度，營業額分別為2.36億元、3.38億元及3.28億元，溢利分別為1,810萬元、2,508萬元及3,077萬元。
在2016年5月，該上市申請已告失效。
在2017年11月，遵理以精英匯集團控股有限公司名義再次向聯交所遞交上市申請。文件顯示，公司2017年度，營業額為3.76億元，溢利為3444萬元。
在2018年6月30日公開招股，集資最多1.38億元，7月13日上市，上市號碼為1775。

## 課程
遵理的主要業務為提供中學補習課程、全日制高中課程、學前教育，以及終身學習課程系列。近年，遵理開拓學前教育市場。此外，遵理亦開辦其他實用的培訓課程，如國際性的專業及語文考試 (如：IELTS 雅思)、攝影課程、成年人職業英語、韓語、及面試技巧等。

## 集團轄下機構
| 名稱         | 服務                       |
| ------------ | -------------------------- |
| 遵理學校     | 中學補習課程               |
| 遵理日校     | 高中課程                   |
| 遵理兒童教育 | 幼兒及小學課程             |
| 遵理精英匯   | 進修課程                   |
| 遵理持續進修 | 海外銜接學位               |
| 遵理教育基金 | 發放獎學金資助合資格的學生 |
| 遵理生活     | 網絡商店                   |
| 遵理潮指數   | 社會調查                   |

## 2012年起分校歷史
2012年12月，銅鑼灣高威樓分校設立。
2013年8月，上水分校結業，由大埔分校取代（大埔分校於同年5月設立）。同年，設立銅鑼灣（信諾環球保險中心）分校 (現代教育分校舊址) 。同年12月，沙田分校設立。
2014年1月，銅鑼灣 (2000年廣場) 分校結業，由銅鑼灣（高威樓）分校取代其功能。同年2月，荃灣（海晴軒）分校設立，取代翌年9月結業的荃灣（中染新城）分校。
2015年中，於北角和九龍灣安基苑設立分校。同年年底，天后分校設立，取代於同年結業的銅鑼灣（信諾環球保險中心）分校。
2016年中，天后分校結業，由北角分校取代其功能。
2017年3月，舊將軍澳（MCP新都城中心一期地下）分校結業（2000年代將軍澳分校位於寶盈花園商場一樓），新將軍澳（MCP新都城中心一期地下）分校開幕。同年8月，銅鑼灣（怡和街）分校設立。
2018年2月，銅鑼灣高威樓分校結業。兩個月後荃灣（愉景新城）分校設立。同年6月，於油麻地凱都中心設立遵理學習中心。當時分校共有21間。
2019年5月，設立上水（新豐路）分校。同年暑假，尖沙咀分校結業，其功能由旺角分校取代。其後，九龍灣（安基）分校結業。

### 2020年至今：
2020年5月，因為受疫情影響導致集團收入大幅減少，分校數目大幅縮減。北角分校及荃灣（海晴軒）分校結業，前者功能由銅鑼灣（怡和街）分校取代，後者功能由荃灣（愉景新城）分校取代。同年7月，九龍灣（Eastmark）分校設立，取代於同年結業的九龍灣（淘大商場第二期 (現代教育分校舊址)）分校。
2021年3月，九龍灣（淘大四期）分校結業。同年5月，大埔分校結業，由上水分校取代。而元朗正校位於地舖的校務處遷往至二樓。

## 外部連結
- 精英匯集團（页面存档备份，存于）
- 遵理學校 (中學補習部)（页面存档备份，存于）
- 遵理日校（页面存档备份，存于）